# Alex Brosque
Alex Brosque (sinh ngày 12 tháng 10 năm 1983) là một cầu thủ bóng đá người Úc.

## Đội tuyển bóng đá quốc gia Úc
Alex Brosque thi đấu cho đội tuyển bóng đá quốc gia Úc từ năm 2004 đến 2013.

## Thống kê sự nghiệp
| Đội tuyển bóng đá Úc | Đội tuyển bóng đá Úc | Đội tuyển bóng đá Úc |
| Năm                  | Trận                 | Bàn                  |
| -------------------- | -------------------- | -------------------- |
| 2004                 | 3                    | 0                    |
| 2005                 | 0                    | 0                    |
| 2006                 | 1                    | 0                    |
| 2007                 | 0                    | 0                    |
| 2008                 | 0                    | 0                    |
| 2009                 | 0                    | 0                    |
| 2010                 | 1                    | 0                    |
| 2011                 | 5                    | 3                    |
| 2012                 | 9                    | 2                    |
| 2013                 | 2                    | 0                    |
| Tổng cộng            | 21                   | 5                    |

### Bàn thắng quốc tế
| # | Ngày                | Địa điểm                            | Đối thủ     | Bàn thắng | Kết quả | Giải đấu                 |
| - | ------------------- | ----------------------------------- | ----------- | --------- | ------- | ------------------------ |
| 1 | 2 tháng 9 năm 2011  | Sân vận động Suncorp, Brisbane, Úc  | Thái Lan    | 2–1       | 2–1     | Vòng loại World Cup 2014 |
| 2 | 7 tháng 10 năm 2011 | Sân vận động Canberra, Canberra, Úc | Malaysia    | 3–0       | 5–0     | Giao hữu                 |
| 3 | 7 tháng 10 năm 2011 | Sân vận động Canberra, Canberra, Úc | Malaysia    | 5–0       | 5–0     | Giao hữu                 |
| 4 | 29 tháng 2 năm 2012 | AAMI Park, Melbourne, Úc            | Ả Rập Xê Út | 1–1       | 4–2     | Vòng loại World Cup 2014 |
| 5 | 29 tháng 2 năm 2012 | AAMI Park, Melbourne, Úc            | Ả Rập Xê Út | 3–2       | 4–2     | Vòng loại World Cup 2014 |